# Ifalukella yanii
Ifalukella yanii är en korallart som beskrevs av Bayer 1955. Ifalukella yanii ingår i släktet Ifalukella och familjen Ifalukellidae. Inga underarter finns listade i Catalogue of Life.